# 林旺

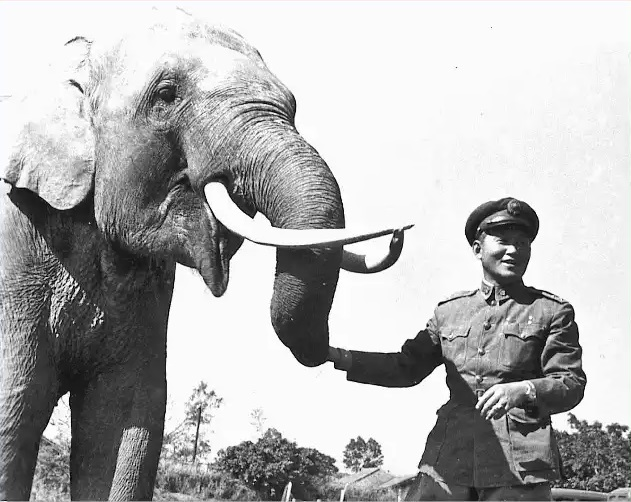
林旺と孫立人、1947年。

林旺（リンワン、中国語: 林旺; 拼音: Lín Wàng、1917年 - 2003年2月26日）は、ビルマ生まれのオスのアジアゾウである。日中戦争（1937年 – 1945年）の最中、林旺は旧日本軍のために使役し、中国遠征軍のために働き、後に中国国民党の軍隊の一員として中国へ、そして台湾（中華民国）へと渡った。林旺は人生の大半を台北市立動物園で過ごし、台湾で最も知名度と人気の高い動物となった。老若男女から「林旺爺爺」（リンワンおじいちゃん）というあだ名で親しまれた。

## 日中戦争
1937年より始まった日中戦争は日本軍による真珠湾攻撃を境に第二次世界大戦の主戦場のひとつとなった。いわゆる援蒋ルートをめぐりイギリスの植民地であるビルマを攻撃するために日本軍が進軍を始めると、蒋介石はビルマでの軍事作戦のために中国遠征軍を組織し、孫立人をその指揮官に任命した。1943年には日本軍基地で戦闘が行われ、遠征軍はこの基地から13頭の象を押収した。この13頭は物資の輸送のために日本軍によって使役させられていたもので、後の林旺が含まれている。その後連合軍もこの13頭を同じような目的で使用している。当時林旺は「阿美」という名で呼ばれていた。
1945年になると中国遠征軍には中国への撤退命令が下された。遠征軍は13頭を伴い、険しい山岳地帯を貫きビルマと雲南省を結ぶビルマ公路を行軍するが途中で6頭が命を落とした。一行が広東省へ到着するころには終戦を迎えていたが、象の軍隊での役目は終わらなかった。象たちは戦没者慰霊のためのモニュメントを建てるといったオペレーションで役割を果たし、1946年には湖南省を襲った飢饉の被災者のための義捐金を集めるためのサーカスでパフォーマンスを行った。その後7頭のうちの4頭は北京市、上海市、南京市、長沙市の動物園に送られた。残り、林旺を含む3頭は広州市の公園に移動させられた。

## 台湾へ
1947年、孫立人は部隊の訓練のために台湾へと送られた。孫立人はその際に広州市の公園に送られた3頭を伴って台湾海峡を渡った。この時点ではまだ阿美という名であるが、この3頭には林旺が含まれている。1頭はこの旅の中で病死したが、残った2頭は高雄市鳳山区の基地周辺で木材の輸送やその他の雑務をこなした。1951年にもう1頭の象が死亡する。林旺はビルマから遠征軍と行動を共にしてきた13頭の象の最後の1頭となった。
1952年、軍は林旺を圓山の台北動物園に寄贈することに決めた。林旺はここで人生の伴侶、「馬蘭」と出会うことになる。林旺はこの時はまだ「阿美」という名で呼ばれていたが、動物園は名前が女性的だという理由で「阿美」を「森林之王」、略して「林王」と改名した。ところが記者が聞き間違えたため、「林旺」という字で世間に公表されてしまった（王と旺は音は同じだが調子が異なる）。以降「林旺」が定着した。
林旺は台湾で最も有名で最も人気のある象となった。1983年には動物園は林旺のために66歳の誕生日パーティーを開催した。以降毎年10月の最後の日曜日に林旺の誕生日パーティーが開かれるようになり、数千人の来園者が参加するようになった。台北市長が参加することも珍しくなかった。1986年、動物園は圓山から木柵へと移設されることとなり、動物たちの引っ越し、特に林旺の姿を見ようと多くの台北市民が道路に押しかけた。
2003年のはじめ、林旺は後ろ左足の関節炎に悩まされるようになった。食欲が減衰し始め、様々な合併症に苦しむようになると急速に体調を悪化させ、2月26日、林旺は死亡した。
林旺の追悼式典は数週間にわたり開催され、数万人の訪問者を記録した。死後、林旺には当時の台北市長馬英九より名誉台湾市民の称号が授与された。総統陳水扁は「永遠の友、林旺へ」と綴られたカードとリースを贈っている。

## レガシー

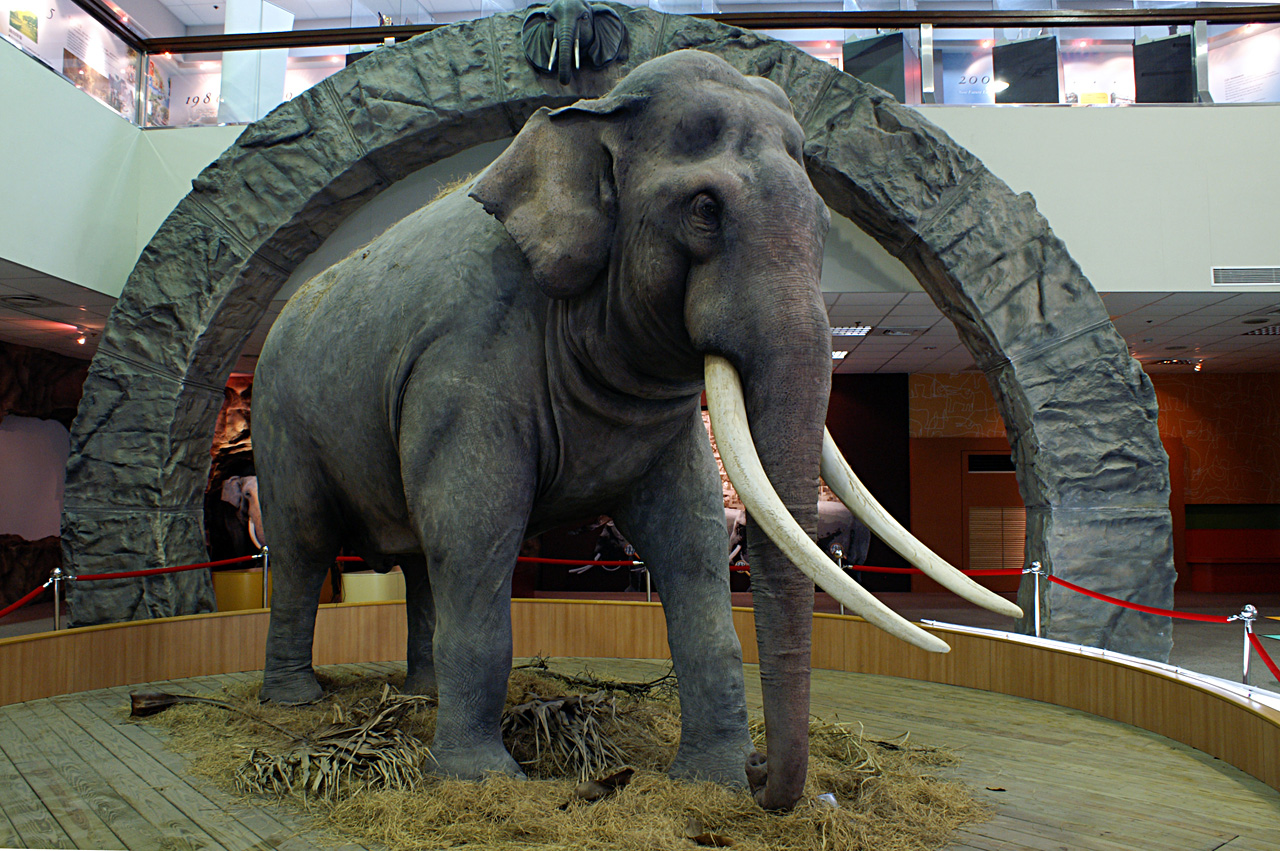
林旺の剥製、台北動物園

アジアゾウの平均寿命は70歳と言われるが林旺は86歳まで生きた。これは飼育下でのアジアゾウの最長寿記録となっている。84歳まで生き1997年に死亡しているインドのラクシュミクティがこの記録に続く。
林旺の人生は日中戦争から国共内戦、のちに台湾の奇跡と呼ばれる経済発展といった台湾の歴史を映し出しており、ナショナル・アイデンティティの一部として3世代にわたり台湾の人々の記憶に残っている。2004年には林旺の等身大の剥製が作られ、台北動物園に飾られている。